# کوچیکی تاوشی
کوچیکی تاوشی (به ژاپنی: 朽木倒)-(به انگلیسی: Kuchiki taoshi) یکی از فنون و تکنیک‌های دستهٔ ناگه-وازا رشتهٔ ورزشی جودو است که در زیردستهٔ ته-وازا دسته‌بندی می‌شود. 